# Vučitrn
Vučitrn (albanês: Vushtrri/Vushtrria, sérvio: Вучитрн/Vučitrn) é um município do Kosovo com cerca de 102.000 habitantes.
Era conhecido como Vicianum no período romano.